# 阿卜拉克

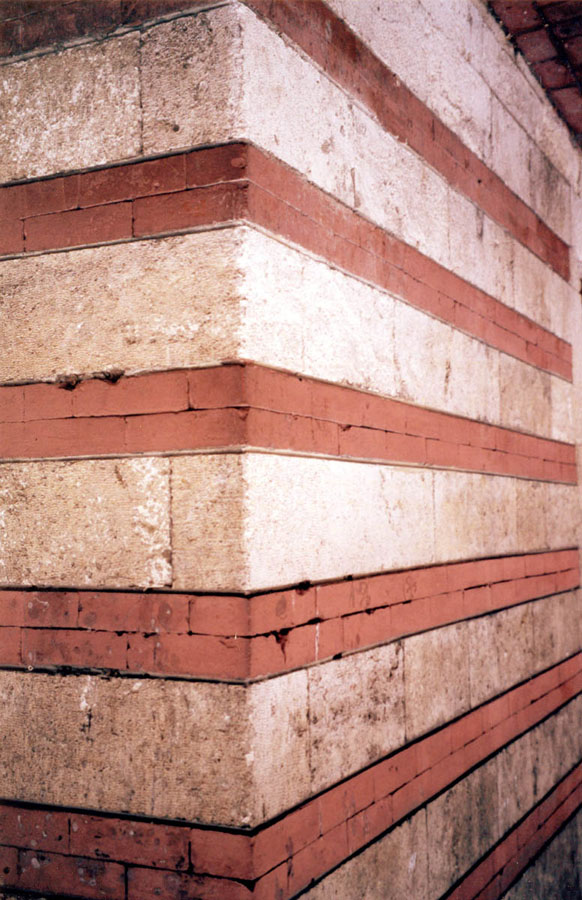
阿卜拉克的代表性示例。

阿卜拉克（阿拉伯语：‎、意為「花斑」）是指一種源自阿拉伯世界的一種砌体结构技術及阿拉伯術語，該技術設計到彼此交替或波動的淺色和深色石頭。可能起源於該地區早期的拜占庭式建筑，當時在建造建築時，使用了交替的白色石頭和橙色磚塊。

## 起源
阿卜拉克裝飾技術被認為可能是從東羅馬帝國派生出來的工法，其拜占庭式建筑曾使用交替排列的淺色石灰石和較深色的橙色磚塊。而阿布拉克工藝的第一個明確記錄，出現在1109年修復大马士革大清真寺北牆的記載。
根據文獻推斷，這種技術可能起源於敘利亞，當地的石材供應可能影響在居民在建造技術上的材料利用。尤其在敘利亞南部產有豐富的黑色玄武岩和白色石灰岩。它們的供應量大約相等，因此自然地使用了平衡比例的石工技術。

## 運用

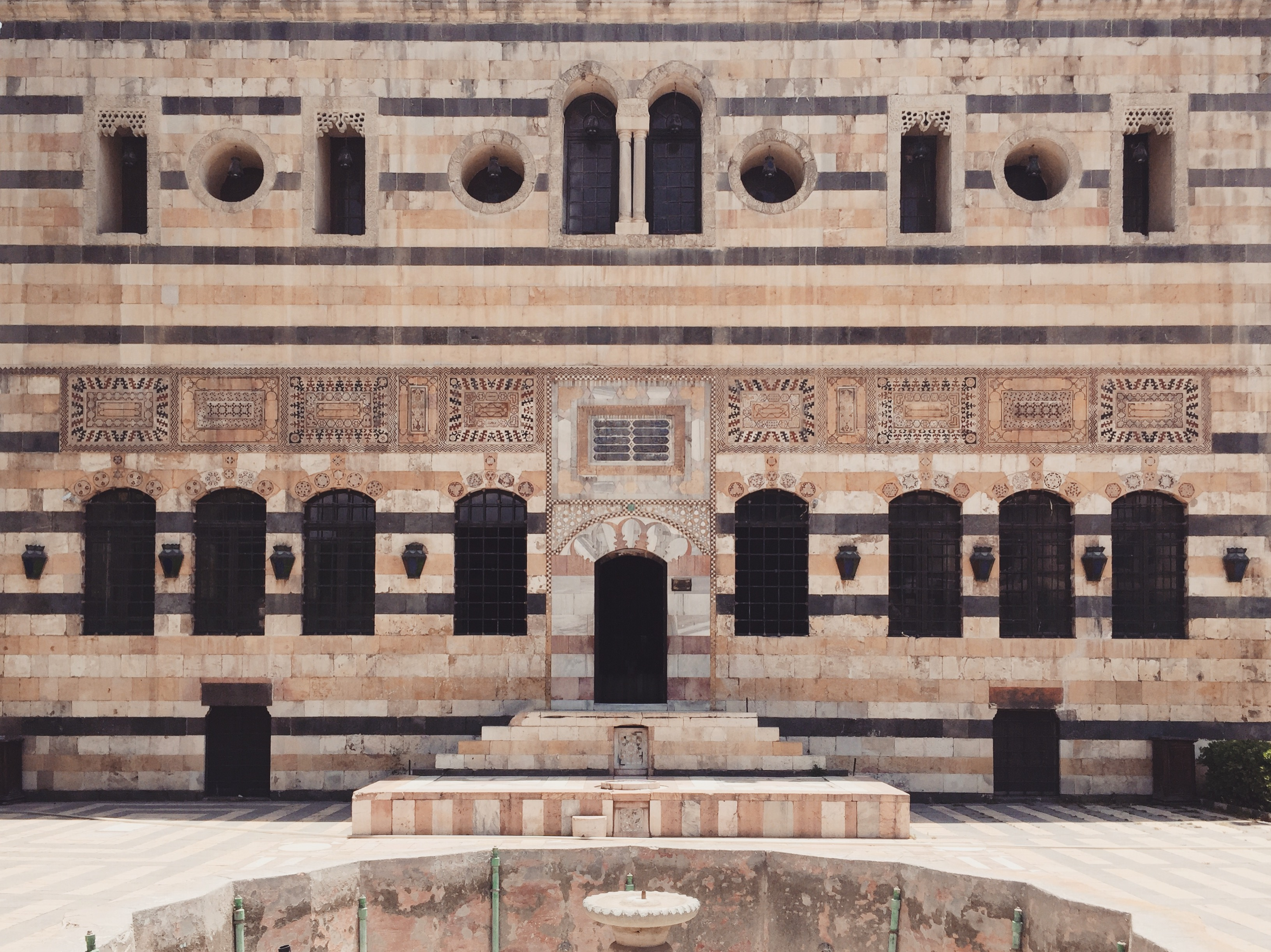
位於敘利亞大馬士革的阿兹姆宫，建築立面使用了阿卜拉克技術（18世紀）。
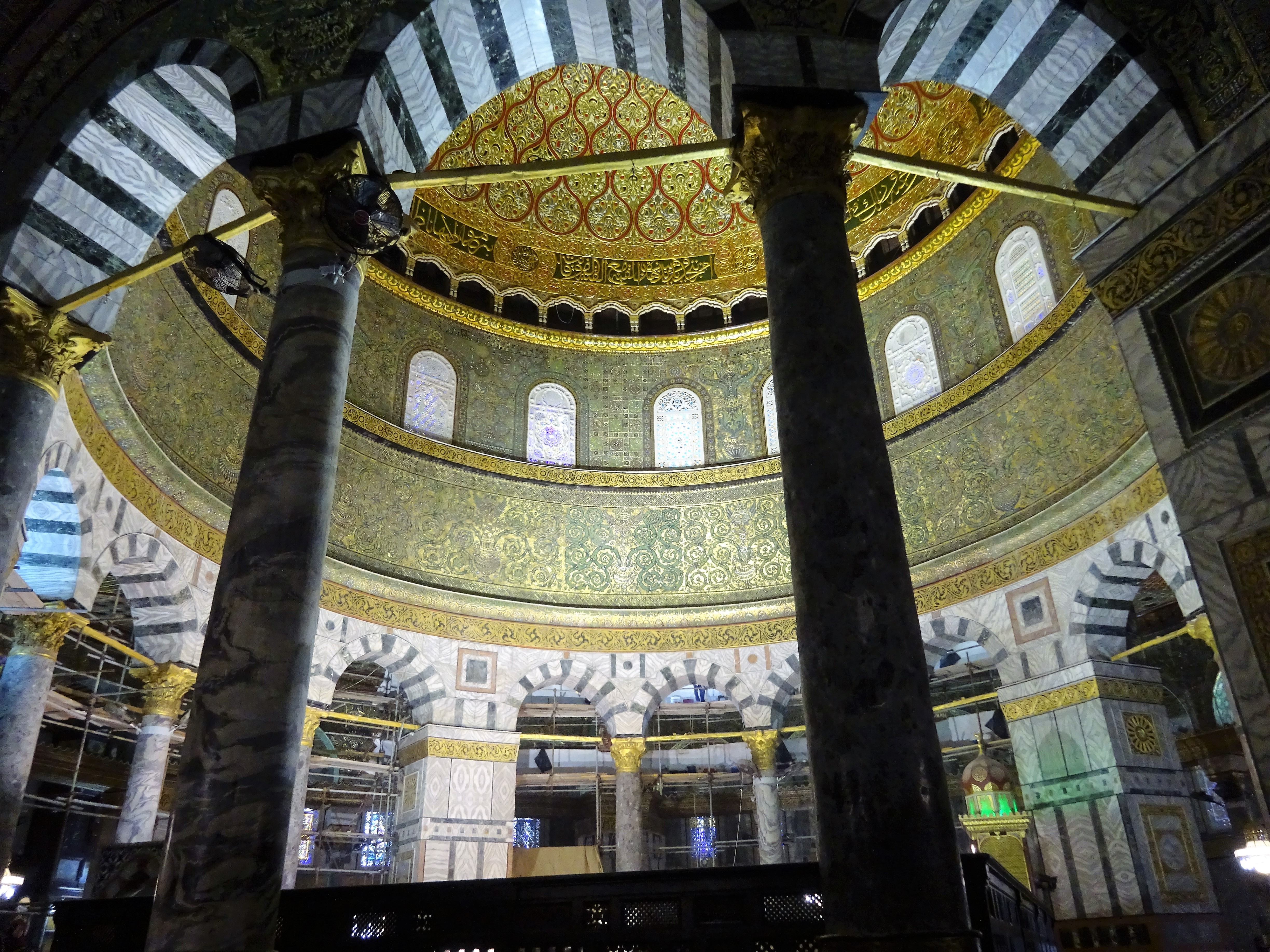
岩石圓頂的內部，該建築最初建於7世紀，拱門使用了阿卜拉克工法。
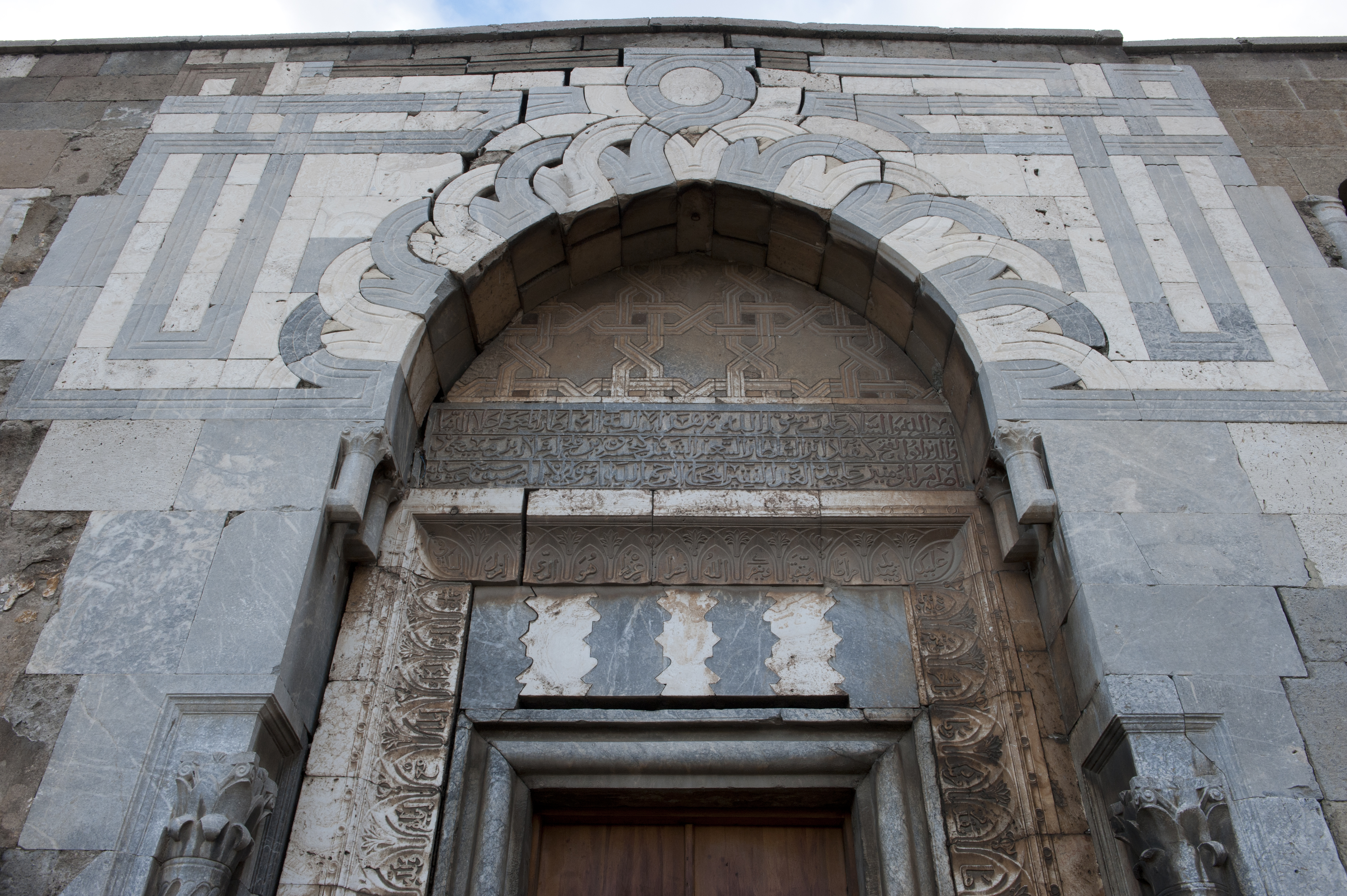
阿拉丁清真寺的阿卜拉克石雕
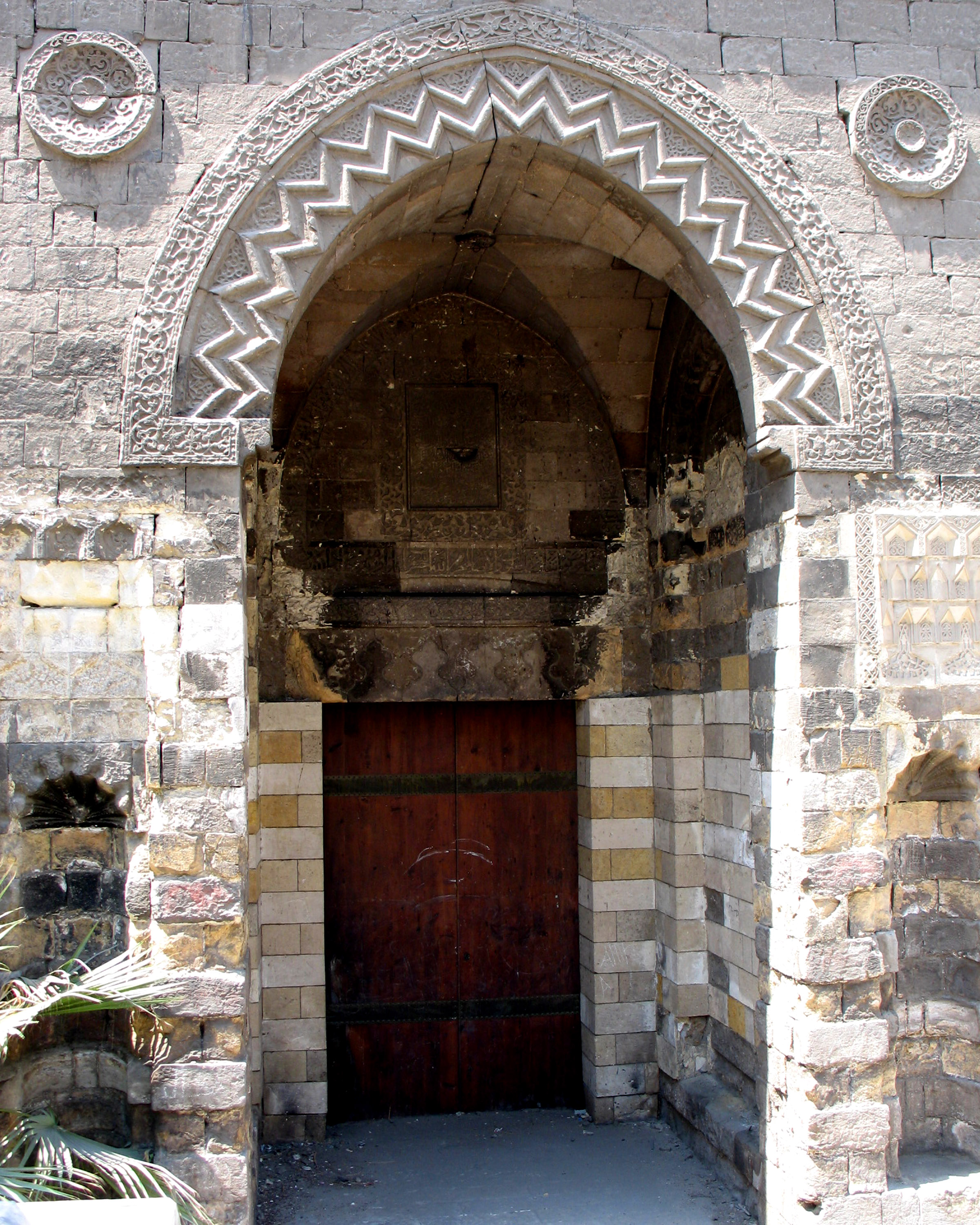
扎希爾·拜巴爾一世清真寺的入口
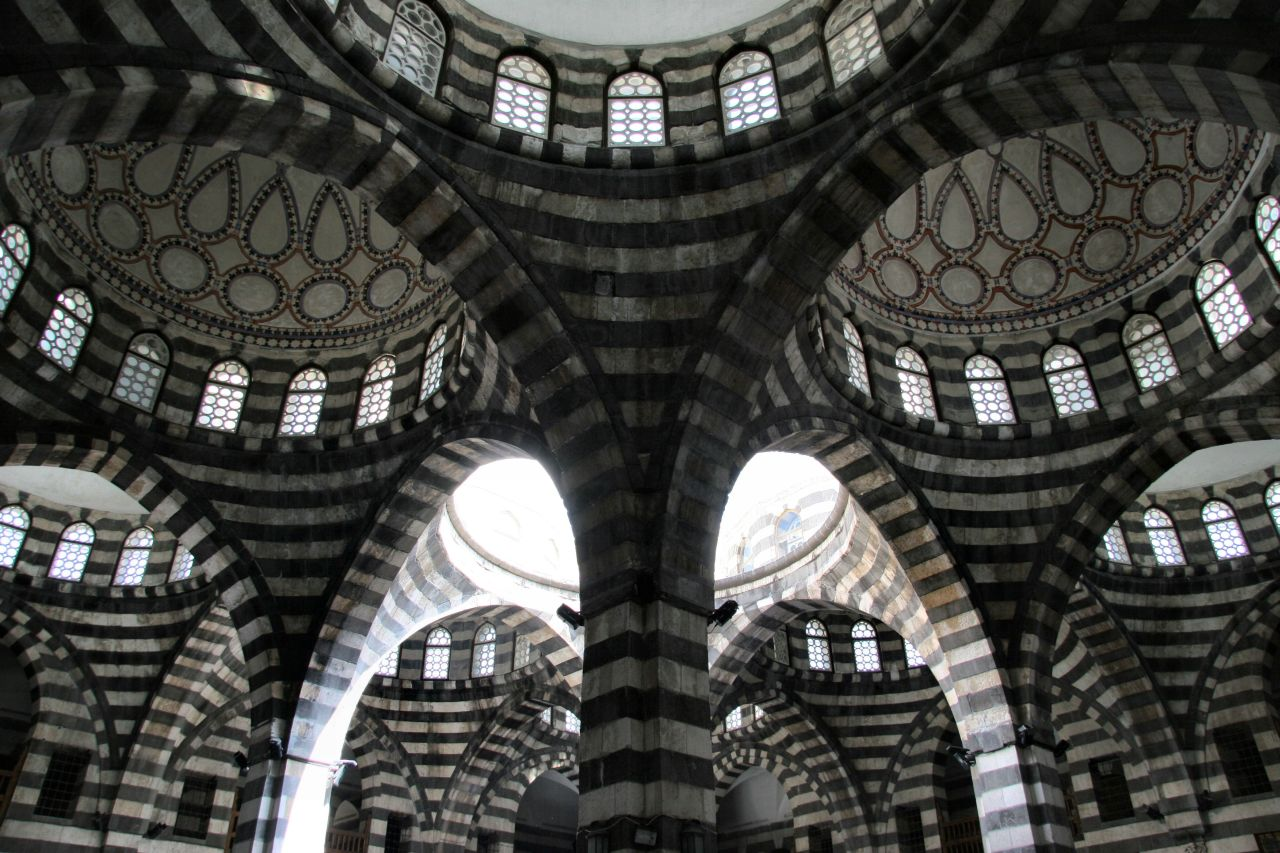
汗阿薩德帕夏驛站

### 在伊斯蘭建築中的運用
位於耶路撒冷的岩石圆顶於建7世紀末倭马亚王朝所興建，其內柱廊的拱門則採用了淺色和深色石頭楔形石的阿卜拉克技術。關於岩石圆顶內部的阿卜拉克技術的起源，實際仍存在爭議，一些學者認為該結構是最初建造時就已存在的裝飾，而另一些人則認為它們是後來修復工程的增建體，因此對於建造日期和建造者的身份存在不同意見。
科尔多瓦清真寺的拱門楔形石採用了交替的紅白石磚，該建築在8世紀晚期至10世紀期間不斷擴建，因而成為阿卜拉克技術的另個早期例子，對此，伊斯蘭藝術和考古學學者安德魯·彼得森曾對此表示，阿卜拉克是「大馬士革不朽石工的一個特點」。
在12和13世紀期間，阿卜拉克也出現在阿爾圖格王朝統治下建造的的迪亚巴克尔建築中，也出現在大馬士革一些晚期的阿尤布王朝建築。它還出現在13世紀科尼亞的一些塞爾柱建築上，例如阿拉丁清真寺和卡拉泰伊斯蘭學校中，14和15世紀後，阿卜拉克的元素在敘利亞、埃及和巴勒斯坦地区的馬木留克建築更加常見。在這個時期，黑白兩種石頭和紅色磚塊被反復排列，形成了三色條紋建築。阿卜拉克的技術還協助著其他裝飾技巧的設計，例如在建築的拱門中使用「扣合」拱石，其中交替顏色的石頭被切成互相鎖合的形狀。
1266年，馬木留克蘇丹拜巴爾一世在大馬士革建造了一座宮殿，名為阿卜拉克宮殿（Qasr al-Ablaq），這座宮殿採用了淺色和深色石工技術的變化。更證明了「阿卜拉克」這個詞在13世紀時，就已經是當地石工技術的常用術語。
在約旦，位於紅海港口城市阿卡巴的馬木營堡壘，是仿效十字軍使用的中世紀要塞建築，其保護入口上方有一個拱門使用了阿卜拉克石工技術，呼應了埃及馬木留克建築的風格。
在早期的鄂圖曼帝國安納托利亞和巴爾幹地區的建築中，經常使用磚和石交替堆砌的構造，但在後期的鄂圖曼帝國帝國建築中已不再流行。傳統的阿卜拉克後來在16世紀後於在鄂圖曼敘利亞地區的建築中繼續使用，部分在此時期興建的建築則包括提基亞清真寺、汗阿薩德帕夏驛站和阿兹姆宫。

### 在歐洲建築中的運用

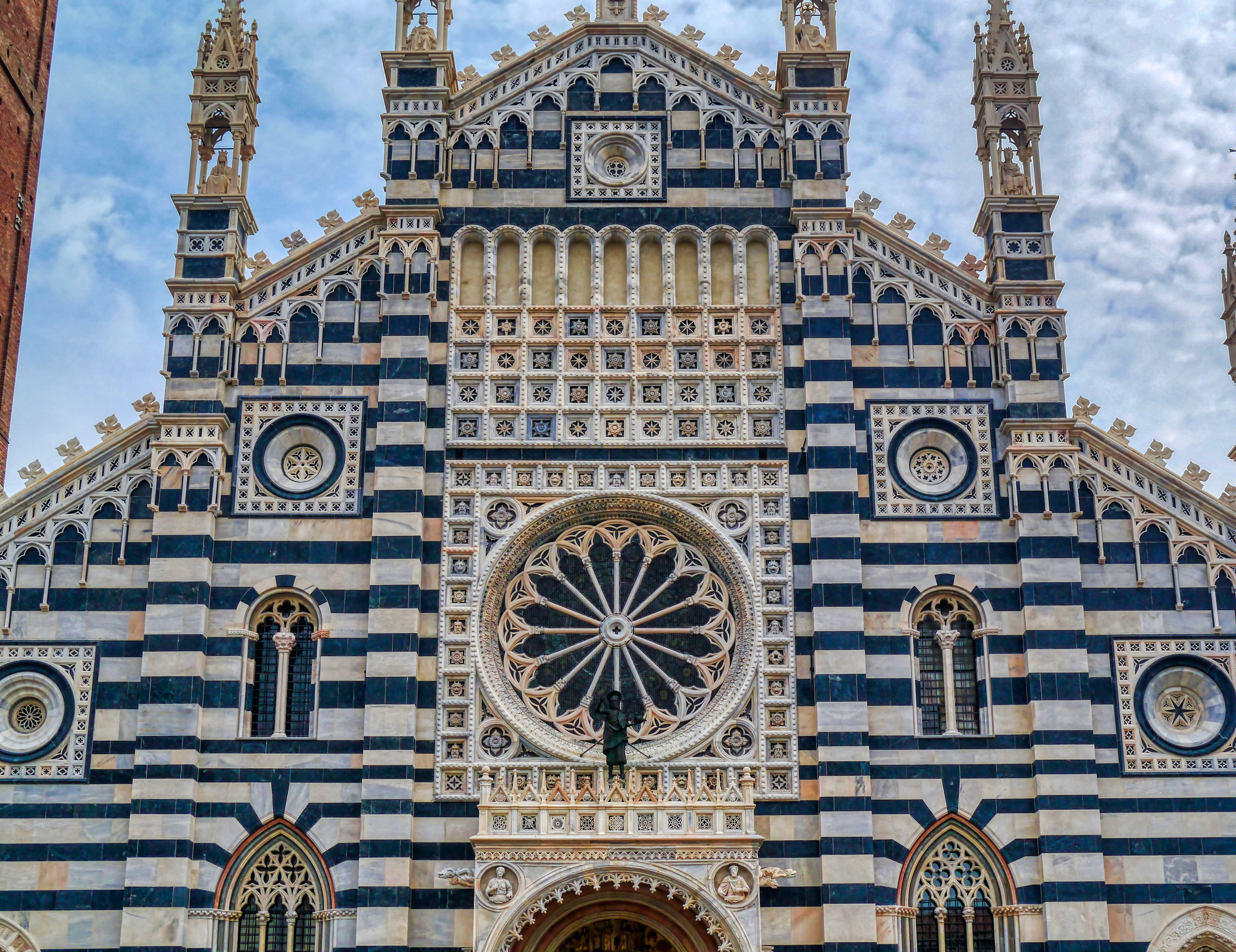
位於意大利的蒙扎大教堂，在立面上採用了白色和黑色交替的石頭。

類似於阿卜拉克，同樣採用淺色和深色石頭交替建造的技術，也出現在12世紀中期左右的歐洲，不過仍不確定該技術的發展是獨立出現，還是受到敘利亞現有範例的影響。值得注意的歐洲例子包括13世紀的蒙扎大教堂、锡耶纳主教座堂和奧爾維耶托主教座堂，以及熱那亞的一座宮殿。
比薩的教堂建築，特別是比萨主教座堂和聖墓教堂在第一次十字軍東征征服耶路撒冷（1099年），和後來建築完成之間的時間，曾在建造工法上使用了如阿卜拉克、鋸齒形拱和楣石的各種建築裝飾。而不是簡單的「黑白交錯的外牆裝飾」。
根據學者特里·艾倫的說法，這些裝飾是從朝聖耶路撒冷和第一次十字軍東征所帶來的穆斯林建築的直接引用。

## 外部連結
- Rabbat, Nasser O. . Islamic History and Civilization (Leiden/New York: E.J. Brill). 1995, 14. ISBN 90-04-10124-1.